# Rafael Monclova
Rafael Monclova Suárez (nacido el 22 de junio de 1973, Sevilla, España) es un ex-baloncestista profesional y entrenador de baloncesto español. Como jugador se desempeñaba en la posición de base. Actualmente dirige al Jilin Northeast Tigers de la liga china.  

## Trayectoria deportiva
Fue un base con gran experiencia en Liga LEB Oro en la que disputó más de 500 partidos repartidos en diferentes equipos, ya que defendió las camisetas de Cajasur Córdoba, Club Baloncesto Villa Los Barrios, Club Bàsquet Inca, CB Ciudad de Huelva, Melilla Baloncesto, CB Murcia y Fundación Adepal Alcázar, donde se retiró en 2009.
Su salto al banquillo se produjo en las categorías inferiores del Club Baloncesto Sevilla, el equipo de su ciudad. En la temporada 2010-11, formó parte del cuerpo técnico del Castilleja Cajasol filial del Cajasol Sevilla que jugaba en Liga LEB.
Más tarde, dirigió dos años al equipo cadete con el que se proclamó Campeón de España en la 2011/2012. Después dirigió al junior como primer entrenador, consiguiendo el prestigioso Torneo Ciudad de Roma que, además, le sirvió para disputar la fase final de Euroliga en 2014.
En la temporada 2014/2015, llevó al cuadro hispalense hasta semifinales del Campeonato de España; en esta temporada también fue entrenador ayudante en el equipo ACB. 
En la temporada 2013-14 se hace cargo del banquillo del Cajasol Sevilla B, al que dirigiría durante dos temporadas en Liga EBA.
En verano de 2015, se marcha a Dinamarca para entrenar al Horsholm 79ers al que dirigiría durante 3 temporadas, siendo uno de los equipos punteros de la máxima categoría danesa y parte importante del crecimiento de un proyecto con núcleo de jugadores nacionales que han acabado en diferentes Colleges y equipos NCAA de Estados Unidos.
En verano de 2018, regresa a España para firmar con el Real Murcia Baloncesto de la LEB Plata. Durante la primera temporada el club murciano se quedaría a las puertas del ascenso tras ser eliminado por el CB Almansa en la última eliminatoria de la eliminatoria de ascenso, tras realizar una gran temporada. Al término de la temporada renueva su contrato como técnico del Real Murcia Baloncesto.
El 28 de marzo de 2022, firma por el Melilla Baloncesto de la Liga LEB Oro, para sustituir a Arturo Álvarez.
El 27 de mayo de 2022, firma por el Club Baloncesto Lucentum Alicante de la LEB Oro.
El 12 de julio de 2023, regresa al Melilla Baloncesto de la Liga LEB Oro.
El 5 de septiembre de 2024, firma por el Jilin Northeast Tigers de la liga china. 